# شرط ضمن عقد
هرگاه در یک قرارداد، انجام یا خودداری از انجام کاری یا انتقال چیزی یا نتیجۀ یک عمل حقوقی از سوی شخص یا اشخاصی, به نفع شخص یا اشخاص دیگر تعیین شود و این تعیین, ناشی از همان رضایتی باشد که به وجود آورندۀ همان قرارداد هم باشد, انجام یا خودداری از انجام کاری یا انتقال چیزی یا نتیجه ی یک عمل حقوقی که در قرارداد تعیین شده است, شرط ضمن عقد نام دارد.